# Vertikal (film fra 1967)
 For alternative betydninger, se Vertikal (flertydig). (Se også artikler, som begynder med Vertikal)
Vertikal (russisk: Вертикаль) er en sovjetisk spillefilm fra 1967 af Stanislav Govorukhin og Boris Durov.

## Medvirkende
- Vladimir Vysotskij - Volodja
- Gennadij Voropajev - Gennadij
- Larisa Luzjina - Larisa
- Georgij Kulbusj - Lomov
- Margarita Kosjeleva - Rita